# Капиляр
Капилярите (на латински: capillaris – косъмчета) са най-малките кръвоносни съдове и се виждат само под микроскоп. Дължината им е около 0,6 mm, а в зависимост от това в кои органи се намират, диаметърът им варира от 4 – 40 µm, поради което кръвните клетки в тях се движат поединично. Общата площ на напречното сечение на капилярите (около 6500 m2) многократно превишава площта на напречното сечение на артериите. Стените на капилярите са изградени само от един слой плоски епителни клетки (непрекъснати, прозорчести и прекъснати), през които се извършва обмяната на вещества между кръвта и тъканите. Тази обмяна се извършва активно поради бавното движение на кръвта в капилярите, тънките им стени и огромната им повърхност. Кръвта не се движи едновременно във всички капиляри и повечето от тях са затворени. Колкото по-активна дейност извършва даден орган, толкова повече негови капиляри функционират.
Кръвният поток, тръгвайки от сърцето минава през артериите, които преминавайки през органа се разклоняват на артериоли, а след това те преминават в капиляри. По този път в тъканите на организма се доставят кислород и хранителни вещества. По-нататък артериалните капиляри преминават във венозни, които първоначално се събират във венули, а накрая – във вени. Последните връщат кръвта обратно към сърцето.
- В белите дробове алвеолите са покрити с капиляри и спомагат за пренасянето на кислорода.
- В нефрона се намират капиляри между двете артериоли. Това е гломерула на малпигиевото телце.
- В черния дроб е налице капилярна мрежа между централна вена и околоделчевата вена.
- В кръвообразуващите органи – костен мозък, слезка, а също и в някои жлези – надбъбречна, черния дроб се срещат капиляри с голям лумен. Те се наричат синусоидни.